# Paracentrobia livii
Paracentrobia livii is een vliesvleugelig insect uit de familie Trichogrammatidae. De wetenschappelijke naam is voor het eerst geldig gepubliceerd in 1918 door Girault.